# Emir Elfić
Emir Elfić (en serbe cyrillique : Емир Елфић ; né le 31 août 1977) est un homme politique serbe. Il est président de l'Union démocratique bosniaque et député à l'Assemblée nationale de la République de Serbie.

## Parcours
Lors des élections législatives serbes de 2012, Emir Elfić emmène la coalition Tous ensemble. L'alliance recueille 24 993 voix, soit 0,64 % des suffrages. Emir Elfić devient député à l'Assemblée nationale de la République de Serbie au titre de la représentation des minorités nationales.
À l'assemblée, il est inscrit au groupe parlementaire des députés indépendants.